# Maximilien de Fürstenberg

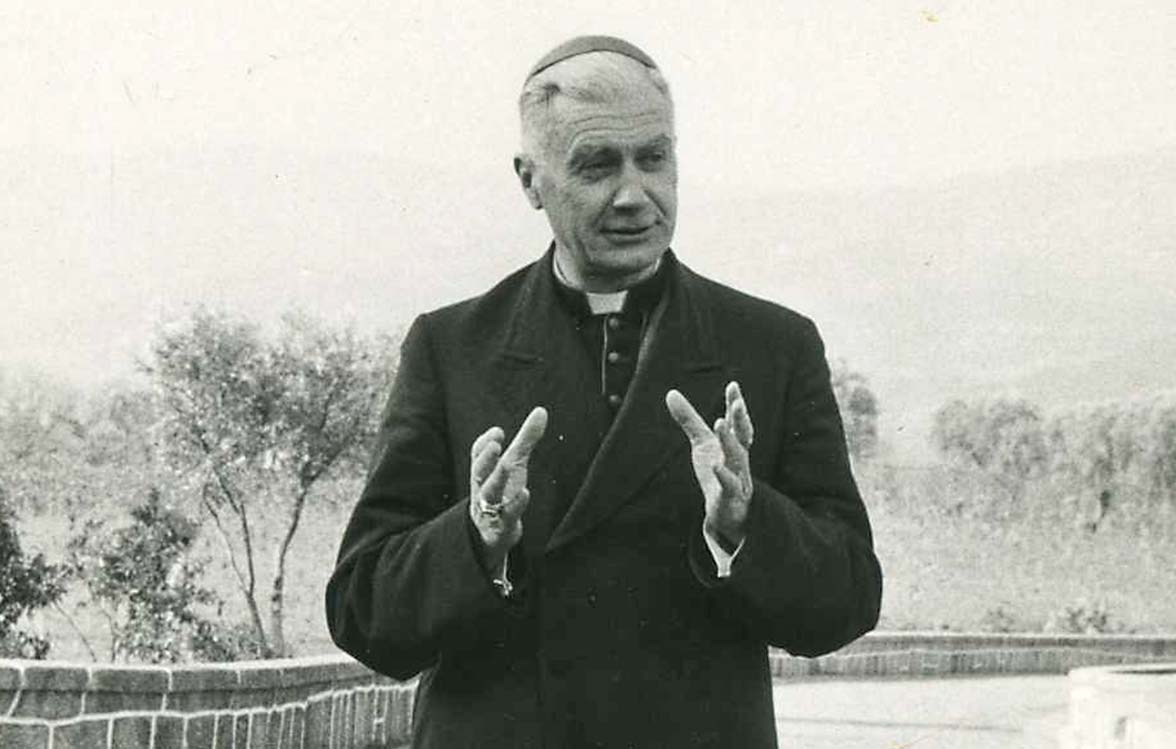
Erzbischof Maximilian von Fürstenberg als Nuntius in Portugal (1964)

Wappen von Maximilien Kardinal de Furstenberg

Wappen als Kardinal-Großmeister des Ritterordens vom Heiligen Grab zu Jerusalem

Maximilien Kardinal de Fürstenberg, auch Maximilian Kardinal von Fürstenberg, (* 23. Oktober 1904 auf Kasteel Terworm (Schloss Ter Worm) bei Heerlen, Niederlande; † 22. September 1988 in Mont-Godinne (Yvoir), Provinz Namur, Belgien) war ein belgischer Geistlicher, Diplomat des Heiligen Stuhls und Kurienkardinal der römisch-katholischen Kirche. Er war Kardinal-Großmeister des Ritterordens vom Heiligen Grab zu Jerusalem.

## Familie
Maximilian Louis Hubert Egon Vincent Marie Joseph Freiherr (Baron) von Fürstenberg-Stammheim, aus dem alten, katholischen westfälischen Adelsgeschlecht der Freiherren von Fürstenberg-Stammheim stammend, wurde als drittes Kind von Adolphe-Louis-Egon Freiherr von Fürstenberg-Stammheim (1870–1950) und seiner Frau Elisabeth, geb. Gräfin d’Oultremont de Wégimont et de Warfusée (1879–1953) geboren. Seine Mutter stammte aus dem Adelsgeschlecht Oultremont, einer der zehn ältesten Familien des belgischen Adels.
Sein Bruder war Charles-Egon (1902–1958) (verheiratet mit der Baronin Madeleine Villers de Waroux d’Awans de Bouilhet et de Bovenistier) und seine Schwester Marie-Louise (1900–1980) (verheiratet mit Jean du Roy de Blicquy).
Er nannte sich selbst Maximilien de Fürstenberg.

## Leben
Seine Jugend verlebte er auf Schloss Obsinnich (heute Castel Notre Dame) in Remersdaal, im Château-ferme de Tavier und Brüssel. Nach dem Besuch des Gymnasiums der Benediktinerabtei Maredsous in Namur von 1915 bis 1922 unternahm er eine Studienreise durch Lateinamerika und studierte von 1922 bis 1928 Klassische Philologie und Philosophie an der Facultés Universitaires Saint-Louis in Brüssel. Er war Soldat bei einem Grenadierregiment, zuletzt im Rang eines Leutnants der Reserve. 1925 schrieb er sich im Institut für Philosophie der Katholischen Universität Löwen ein, 1928 wechselte er als Stipendiat des Päpstlichen Belgischen Kollegs in Rom an die Päpstliche Universität Gregoriana und wurde dort 1932 zum Doktor der Theologie promoviert. Am 9. August 1931 empfing er die Priesterweihe für das Erzbistum Mecheln.
Von 1932 bis 1934 war er am Saint-Jean Berchmans-Dözesankolleg in Antwerpen tätig. Von 1934 bis 1946 war er Professor für Liturgie am Großen Priesterseminar in Mechelen. Kardinal Jozef-Ernest Van Roey ernannte ihn zudem 1934 zu seinem Zeremoniar und zum Domherren in Mechelen. Von 1935 bis 1949 war er Militärkaplan der Reserve. Am Weihnachtstag 1943 wurde er unter einem Vorwand in das Haus seiner Mutter bestellt und verhaftet; er wurde zu zwei Jahren in Saint-Gilles, Brüssel, verurteilt. Er kam am Weihnachtstag 1944 wieder frei.
Nach dem Ende des Zweiten Weltkrieges wurde er mit dem Orden Leopolds II. ausgezeichnet und zum Kaplan des Obersten Gerichtshofs in Belgien bestellt. 1946 wurde Maximilien de Fürstenberg von den belgischen Bischöfen zum Rektor des Belgischen Kollegs in Rom gewählt. Im Kolleg wohnte zu jener Zeit auch Karol Józef Wojtyła, der spätere Papst Johannes Paul II. Papst Pius XII. ernannte ihn am 13. Mai 1947 zum Päpstlichen Hausprälaten.

### Bischof und Diplomat
Nach seiner Ernennung zum Titularerzbischof von Paltus am 8. März 1949 durch Papst Pius XII. wurde er am 22. März 1949 zum Apostolischen Delegaten in Japan bestellt. Die Bischofsweihe spendete ihm der Mechelner Erzbischof, Jozef-Ernest Kardinal Van Roey, am 25. April 1949 in der St.-Rumbolds-Kathedrale; Mitkonsekratoren waren die Weihbischöfe Jean Marie Van Cauwenbergh aus Mecheln und Oscar Joliet aus Gent. Zwischenzeitlich Internuntius in Japan, war er zudem von 1952 bis 1953 auch Regent der Nuntiatur in Korea. Am 21. November 1959 ernannte ihn Papst Johannes XXIII. zum Apostolischen Delegaten in Australien, Neuseeland und Ozeanien und am 28. April 1962 zum Apostolischen Nuntius in Portugal.
Er war Konzilsvater der ersten, dritten und vierten Sitzungsperiode am Zweiten Vatikanischen Konzil.

### Kardinal
Am 26. Juni 1967 kreierte Papst Paul VI. de Fürstenberg zum Kardinal und ernannte ihn zum Kardinalpriester mit der pro illa vice zur Titelkirche erhobenen Titeldiakonie Sacro Cuore di Gesù a Castro Pretorio.
Am 15. Januar 1968 wurde de Fürstenberg zum Kardinalpräfekten der Kongregation für die orientalischen Kirchen ernannt. Zum fünfzigsten Jahrestag der Kongregation besuchte er Indien, Irak, Syrien, Jordanien, Ägypten, Türkei und das Heilige Land sowie den Patriarchen der katholischen Ostkirchen und den Ökumenischen Patriarchen von Konstantinopel Athinagoras I. Er war Sondergesandter des Papstes an den Feierlichkeiten zum zehnten Jahrestag der Erzeparchie Philadelphia der ukrainischen griechisch-katholischen Kirche mit Sitz in Philadelphia, Pennsylvania 1969 und Sondergesandter 1971 zur 2500-Jahr-Feier der Iranischen Monarchie. 1972 wurde ihm durch Papst Paul VI. das Amt des Kardinal-Großmeisters des Ritterordens vom Heiligen Grab zu Jerusalem übertragen.
Am 28. Februar 1973 entpflichtete ihn Paul VI. vom Amt des Kardinalpräfekten der Kongregation für die orientalischen Kirchen und bestellte ihn zum Präsidenten der Zentralkommission für das Heilige Jahr 1975. Er war des Weiteren Mitglied in folgenden Kongregationen und Gremien: Kommission für den Staat der Vatikanstadt und des Institutes der Opere di Religione (Vatikanbank), Kongregation für die Glaubenslehre, Kommission für die Revision des Codex des Kanonischen Rechtes, Kommission für die Redaktion des Codex des Orientalischen Rechtes, Kongregation für die Interpretation der Dekrete des 2. Vatikanischen Konzils, Kongregation für die Evangelisation der Völker, Rat für die öffentlichen Angelegenheiten der Kirche, Kongregation für die Bischöfe, Sekretariat für die Einheit der Christen, Supremum Tribunal, Kongregation für die Ordensleute und Säkularinstitute, Kongregation für die Heiligsprechungen u. a. m. 1980 legte er aus Altersgründen die meisten dieser Ämter nieder. Er war 1974 als Päpstlicher Legat bei der 1200-Jahr-Feier des Salzburger Domes, 1975 in Okinawa, Japan, sowie 1982 bei der Eröffnung des internationalen Pilgerhauses und der Einweihung der Pax-Christi-Kapelle in Kevelaer.
Als Kardinal nahm de Fürstenberg an zwei Konklaven, im August 1978 (Wahl von Papst Johannes Paul I.) und im Oktober 1978 (Wahl Papst Johannes Paul II.), teil. Er war Camerlengo des Heiligen Kardinalskollegiums vom 24. Mai 1982 bis zum 25. Juni 1984.

### Tod
De Fürstenberg erkrankte und wurde kurz vor Verlegung in die Universitätsklinik Mont-Godinne der Katholischen Universität Löwen am 30. Mai 1988 in der römischen Gemelli-Klinik von Papst Johannes Paul II. besucht. Er starb an den Folgen einer Hirnblutung in Mont-Godinne am 22. September 1988. Die Totenmesse wurde am Mittwoch, 28. September 1988, in der Notre-Dame du Sablon in Brüssel gehalten, der Kirche der belgischen Statthalterei des Ritterordens vom Heiligen Grab zu Jerusalem. Am folgenden Tag wurde er in der Franziskanerkirche auf dem Apollinarisberg in Remagen bestattet. 15 weitere Mitglieder der Familie von Fürstenberg sind in der neben der Kirche liegenden Familiengruft beigesetzt, die sein Urgroßvater Franz Egon von Fürstenberg-Stammheim hatte anlegen lassen.

## Ehrungen und Auszeichnungen
- Orden Leopolds II. (Belgien, 1946) für seinen Dienst am Vaterland
- Ernennung zum Päpstlichen Hausprälaten durch Papst Pius XII. (1947)
- Großkreuz des Christusordens (Portugal, 1966)[7]
- Großkreuz des Ordens des Infanten Dom Henrique (Portugal, 1967)[7]
- Großkreuz des Verdienstordens Pro Merito Melitensi des Malteserordens (1967)